# Александар Јанковић (лекар)
Александар Јанковић био је истакнути лекар и начелник инфективног одељења болнице у Лесковцу.

## Биографија
После одласка др Живојина Поповића из Лесковца, начелник инфективног одељења је био др Александар Јанковић.
Рођен је 1925. године у селу Дадинцу. Основну школу завршио у месту рођења, а Гимназију у Лесковцу. Медицински факултет је уписао у Сарајеву 1948. године, а дипломирао 1955. године у Београду, где је и положио специјалистички испит из Инфективних болести 1962. године. Начелник је Инфектолошке службе од 1965. до 1989. године. Од 1972. до 1973. године обављао дужност ванредног асистента на Катедри за инфективне болести Медицинског факултета у Нишу. Био је активни члан Инфектолошке секције СЛД, члан Председништва Савеза за борбу против алкохолизма, наркоманије и никотизма Југославије, и председник истог савеза Јужноморавског региона. Добитник је многобројних признања Орден рада са златним венцем (1971), Октобарску награду града Лесковца (1972), Орден рада са сребрним венцем (1975), Повељу Подружнице СЛД у Лесковцу (1997). Пензонисан је 1990. године.